# Samuil (profeet)
Samuil (Arabisch: شمويل) was een profeet binnen de islam die gezonden werd naar de Israëlieten (Bani Israi'iel). Samuil staat bij de joden en christenen bekend als Samuel. Hij wordt niet bij naam genoemd in de Koran maar zijn verhaal wordt er wel beschreven in Hoofdstuk De Koe waarin zijn volk hem vroeg om een koning die hun de overwinning zou geven. Talut (Saul) werd aangesteld als koning van de Israëlieten. Later nam Dawud (David) het profeetschap over van Samuil.
Zijn graf zou zich bevinden in de Palestijnse dorp Nabi Samwil dat eveneens naar hem werd vernoemd.